# Down These Mean Streets
Down These Mean Streets (dt. etwa: Auf diesen üblen Straßen) ist ein autobiographisches Werk von Piri Thomas (1928–2011), afro-kubanisch-puerto-ricanischer Herkunft, der in El Barrio, auch bekannt als Spanish Harlem bzw. Hispanic Harlem, aufgewachsen ist, einem Viertel von Harlem in New York, in dem eine große puerto-ricanische Gemeinschaft lebt. 
In dem ursprünglich 1967 erschienenen Buch schildert Piri die ersten Jahrzehnte seines Lebens, eines Lebens in Armut. Piri, der sich Banden anschließt, mit Rassismus konfrontiert wird (sowohl in New York als auch im Süden der Vereinigten Staaten), an Heroinabhängigkeit leidet und in die Kriminalität gerät, landet schließlich im Gefängnis.
Das Buch wurde 1997 in einer zweiten Auflage zum 30. Jahrestag des Erscheinens mit einem neuen Nachwort des Autors veröffentlicht. Unter dem Titel Seven Long Times wurde auch eine Fortsetzung produziert, die sich eingehender mit den Jahren der Inhaftierung des Autors befasst. Auch seine Sammlung Stories from El Barrio (Knopf, New York, 1978) mit acht Kurzgeschichten beschäftigt sich mit dem Leben in Spanish Harlem.
Das Buch Down These Mean Streets zählte zu den „11 Banned Books“ in der Rechtssache Island Trees School District v. Pico vor dem Obersten Gerichtshof (1982).

In der US-amerikanischen Zeitschrift The Nation hieß es über das Buch: 

„Piri Thomas describes the passionate, painful search to validate his manhood...He has done it all in Harlem's mean streets and gone on from machismo to manhood, acquiring during the journey an understanding of man.“